# Édouard Viénot
Édouard Viénot (Fontainebleau, 13 de septiembre de 1804 - Bruselas, ¿?) fue un retratista de sociedad francés que llegó a ser retratista oficial de la Casa Imperial de Brasil. Entre sus obras más conocidas destacan el retrato del Emperador Pedro II de Brasil, el de su hija, la princesa Isabel, o el de la célebre cortesana parisina Marie Duplessis, modelo inspirador de La dama de las camelias de Alejandro Dumas (hijo).

## Biografía
Nacido en la ciudad de Fontainebleau, el 13 de septiembre de 1804, fue desde adolescente discípulo de los pintores Louis Hersent (1777-1860) y de Paulin Guérin (1783-1855). El 4 de octubre de 1822 entró a formar parte de la École des Beaux-Arts de París. Durante 1826 y 1827, trabajó en Londres firmando sus obras como Le chevalier Viennot y situando su estudio en el número 20 de York Street, Portman Square. De vuelta a Francia, se estableció en París, situando su estudio en el número 92 de la rue de la Victoire. Entre 1831 y 1870, gran parte de sus obras fueron expuestas en el afamado Salón de París, exposición oficial de arte de la Academia de Bellas Artes de Francia. El 20 de agosto de 1869 sería nombrado Retratista y Proveedor de la Casa Imperial por el Emperador Pedro II de Brasil, permitiéndole utilizar las armas imperiales para anunciarse.

## Selección de obras
- Portrait of Miss Paton (Expuesta en la Royal Academy de Londres en 1826)
- Portrait of Sir Robert Shaw (Expuesta en la Royal Academy de Londres en 1826)
- Portrait of Madame Viennot (Expuesta en la Royal Society of British Artists de Londres en 1827)
- Portrait of the Marchioness of Downshire (Expuesta en la Royal Society of British Artists de Londres en 1827)
- Zulma Carraud et son fils Ivan, 1827
- Portarit of Madame Marie Duplessis, 1845
- Portrait du lieutenant-colonele baron S... (Expuesta en el Salón de París en 1846)
- Portrait de Mademoiselle Delille, artiste de l'Opéra Comique, dans le 2me acte des Diamants de la Couronne (Exhibida en el Salón de París en 1846)
- Étude de Femme (Expuesta en el Salón de París en 1857)
- Portrait de Monsieur S... (Expuesta en el Salón de París en 1857)
- Portrait de Madame S... (Expuesta en el Salón de París en 1857)
- Miss P. N. J.; étude (Expuesta en el Salón de París en 1859)
- Portrait de Mademoiselle Jeanne Tordeus, du théâtre impérial de l'Odéon (Expuesta en el Salón de París en 1861)
- Portrait de Madame A. Musard (Expuesta en el Salón de París en 1863)
- Portrait de Madame... (Expuesta en el Salón de París en 1864)
- Portrait de Mademoiselle Guerra du Théâtre-Italien (Expuesta en el Salón de París en 1865)
- Portrait de Monsieur Saint-Germain du théâtre du Vaudeville (Expuesta en el Salón de París en 1865)
- Portrait de Mademoiselle B. de C... (Expuesta en el Salón de París en 1866)
- Isabel do Brasil, 1868 (Imperial Museum in Brazil)
- Portrait de Madame L. D. R... (Expuesta en el Salón de París en 1870)
- Portrait de Monsieur A. L... (Expuesta en el Salón de París en 1870)
- Pedro II do Brasil (Museo Imperial de Brasil)
- Retrato de Menina (Museo Regional de São João del-Rei)
- Retrato de Irineu Evangelista de Sousa
- Retrato de Marcelina Vásquez de Márquez

## Galería de imágenes

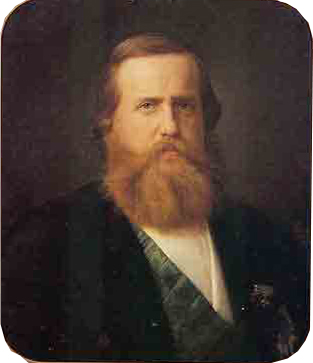
Pedro II, Emperador de Brasil.
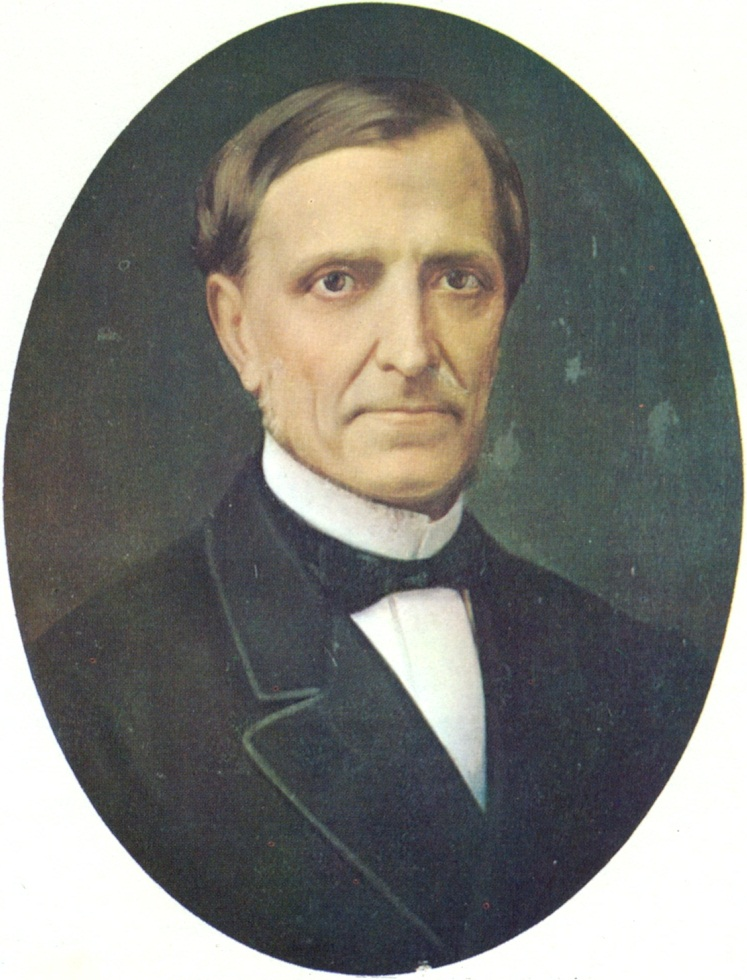
Irineu Evangelista de Sousa, Vizconde de Mauá.
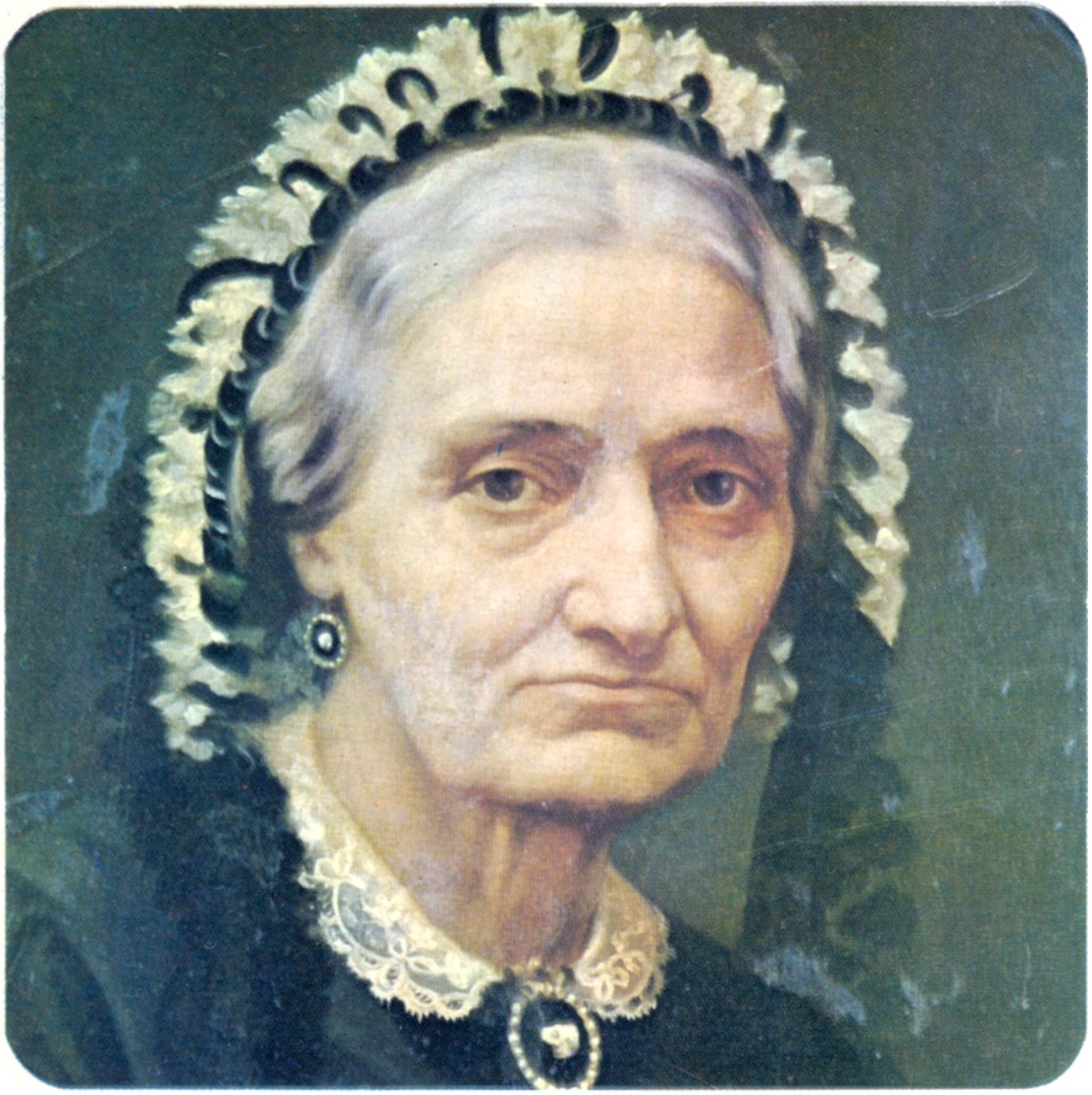
María de Jesús Batista.
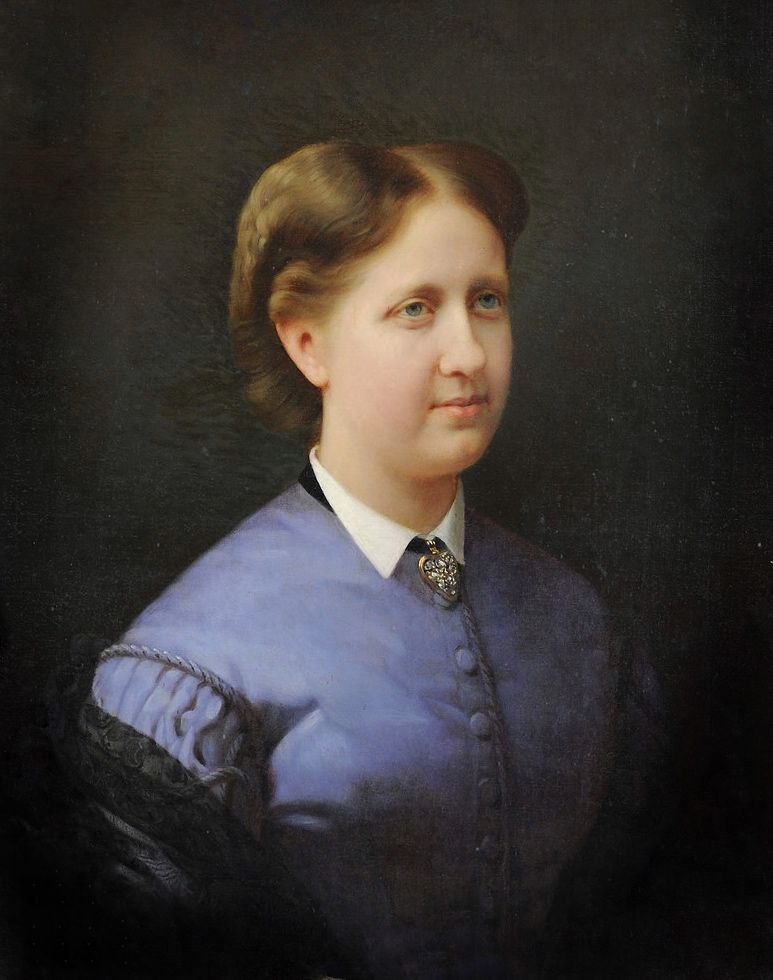
La Princesa Isabel de Brasil, 1868.
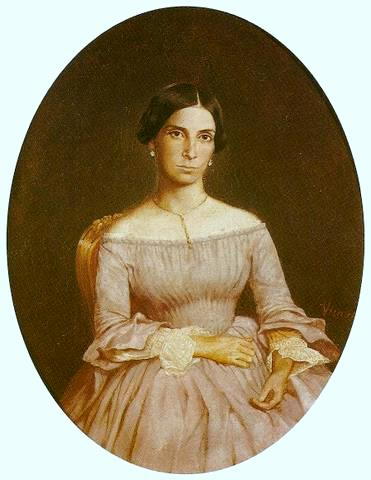
Retrato de señora, fecha desconocida.
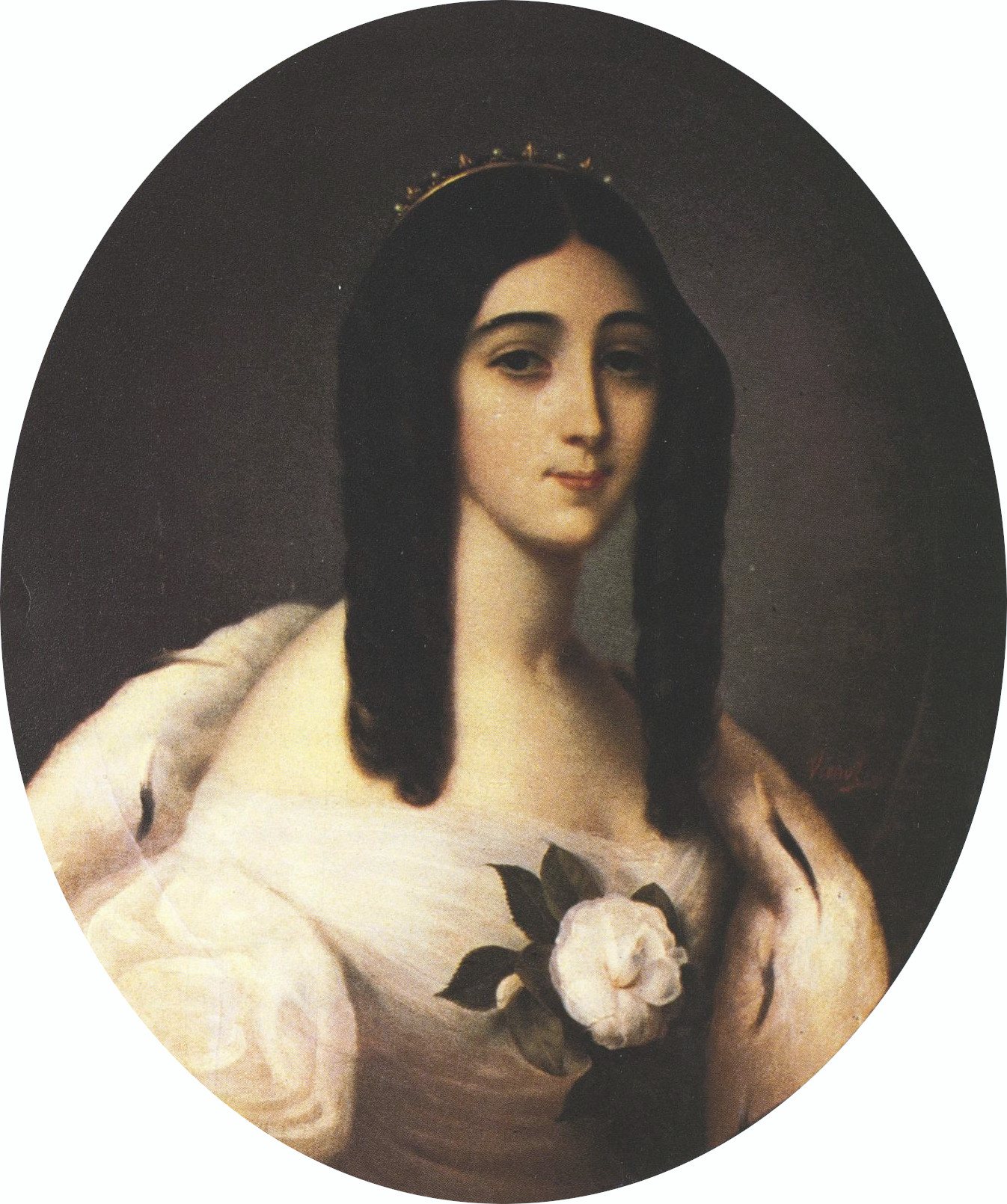
Marie Duplessis, comtesse de Perrégaux, copia del original de Viénot.